# Hernandia sonora
Hernandia sonora ist ein Baum in der Familie der Hernandiaceae aus dem mittleren bis südlichen Mexiko und aus der Karibik.

## Beschreibung
Hernandia sonora wächst als schnellwüchsiger, immergrüner Baum bis etwa 18–20 Meter hoch. Der Stammdurchmesser erreicht 40–60 Zentimeter. Die Borke ist grau-braun und leicht rissig.
Die einfachen, langstieligen und kahlen Laubblätter sind wechselständig an den Zweigenden angeordnet. Der Blattstiel ist 10–15 Zentimeter lang. Die leicht ledrigen, mehr oder weniger schildförmigen Blätter sind ganzrandig und breit-eiförmig, sie sind 14–25 Zentimeter lang und 9–17 Zentimeter breit. An der Spitze sind sie spitz oder bespitzt bis zugespitzt und die Blattbasis ist gestutzt bis abgerundet und teils leicht herzförmig. Die Nervatur ist handförmig.
Hernandia sonora ist einhäusig monozöisch. Es werden langstielige Thyrsen gebildet und die Blüten sind zu dreien, zymös gruppiert, immer eine weibliche und zwei männliche Blüten sitzen an 4 samtig behaarten, langen und grünlichen Tragblättern. Weitere kleine Tragblätter sind an den Seitenachsen ausgebildet. Die dreizähligen und weißen, kurz gestielten Blüten mit einfacher Blütenhülle sind eingeschlechtlich, die Tepalen stehen in zwei Kreisen. Die mehr oder weniger samtig behaarten Tepalen sind jeweils 4–5 Millimeter lang. Die weiblichen Blüten sitzen an becherförmig verwachsenen Deckblättern und besitzen einen einkammerigen, unterständigen Fruchtknoten mit kurzem, im oberen Teil verdicktem Griffel mit pilzförmiger Narbe sowie einen Diskus. Die männlichen Blüten besitzen 3–4 kurze Staubblätter mit jeweils zwei drüsigen Anhängseln am Grund.
Es werden schwärzliche, rippige und etwa eiförmige bis ellipsoide, 2–3 Zentimeter lange Steinfrüchte in einem aufgeblasenen, grün-gelblichen bis gelben, etwa 5–6 Zentimeter großen Sack, Ballon, mit rundlicher Öffnung an der Spitze, aus den verwachsenen, fleischigen Deckblättern gebildet.